# كلة رش بالا
كلة رش بالا هي قرية في مقاطعة سلماس، إيران. عدد سكان هذه القرية هو 757 في سنة 2006.